# Filip Krušlin
Filip Krušlin ( Zagreb, 18. ožujka 1989.)  hrvatski je profesionalni košarkaš. Igra na poziciji bek šutera, a trenutačno je član i kapetan francuskog kluba SIG Strasbourg .
Sin je poznatog hrvatskog skladatelja, tekstopisca i pjevača Željka Krušlina Kruške.

## Karijera
Rođen 18. ožujka 1989. u Zagrebu, odmalena je prepoznat kao izvrstan igrač, a prve je korake napravio u rodnom gradu odrastajući kao košarkaš u KK Ciboni.
Prije toga, nastupao je u mlađim kategorijama Zrinjevca i Rudeša. U listopadu 2007., debitirao je za seniorsku momčad Cibone protiv Širokog i postigao četiri poena u osam minuta provedenih na parketu. Time je postao prvi Zagrepčanin nakon Slavena Rimca i Jurice Golemca, koji su klub napustili 2004. godine. Nakon toga igrao je još u devet utakmica NLB lige, a najbolju utakmicu odigrao je u dvoboju protiv Crvene zvezde, kada je za 10 minuta    postigao  7 poena i jedan skok.
U sezoni 2007./08. profesionalno je debitirao u prvoj momčadi Jadranske lige, a debitirao je i u Euroligi: sljedeće godine poslan je na posudbu u još jedan zagrebački klub, Dubravu, gdje je dobio važnu minutažu.
Nakon što je zaključio staž u Ciboni, nakon godinu dana pauze zbog ozljede, 2010. krenuo je u KK Dubrovnik gdje je završio s prosjekom od gotovo 15 poena po utakmici. Sljedeće godine boravio je u Bosni u dresu Bosne Royal, a potom se vratio u Hrvatsku, u KK Split s kojim je igrao ABA ligu i prvenstvo Hrvatske.
Godine 2014. vratio se u klub u kojem je započeo karijeru, Cibonu: u dvije sezone u bijelo-plavom dresu igrao je u hrvatskom prvenstvu i ABA ligi, osvojivši dva uzastopna naslova državnog prvaka.
S Hrvatskom je 2016. sudjelovao na Olimpijskim igrama u Rio de Janeiru. Nakon četvrtfinala u Riju, pridružio se zagrebačkoj Cedeviti: ovdje je pod vodstvom trenera Veljka Mršića osvojio prvenstvo Hrvatske, Kup i Superkup Hrvatske, igrao finale Jadranske lige i Top16 Eurokupa.
U sezoni 2019.-20. prešao je u klub Cedevita Olimpija, nastao spajanjem Cedevite Zagreb i Olimpije Ljubljana.
2020. godine debitira u talijanskom prvenstvu u dresu Dinamo Banco di Sardegna s kojim je u regularnom dijelu imao učinak od 9,1 koševa, 2,0 skoka i 1,5 asistencija te 10,8 i 1,8 skokova u doigravanju.
Godine 2023. proglašen je najboljim obrambenim igračem talijanskog prvenstva. 
Godine 2024. prelazi u klub SIG Strasbourg gdje postaje kapetan momčadi.

## Hrvatska reprezentacija
Nakon Hrvatske U-18 reprezentacije i Hrvatske U-20 reprezentacije bio je član i A hrvatske košarkaške reprezentacije.
Za hrvatsku reprezentaciju debitirao je na FIBA Svjetskom olimpijskom kvalifikacijskom turniru 2016. u Torinu. Bio je dio tima koji je zauzeo 5. mjesto na Ljetnim olimpijskim igrama 2016. Kasnije je igrao na utakmicama kvalifikacija za EuroBasket 2017., FIBA Svjetsko prvenstvo 2019. i kvalifikacije za EuroBasket 2022.

## Vanjske poveznice
|  | Zajednički poslužitelj ima još gradiva o temi Filip Krušlin |

- Profil na NLB.com